# Georg Wolf (Politiker)

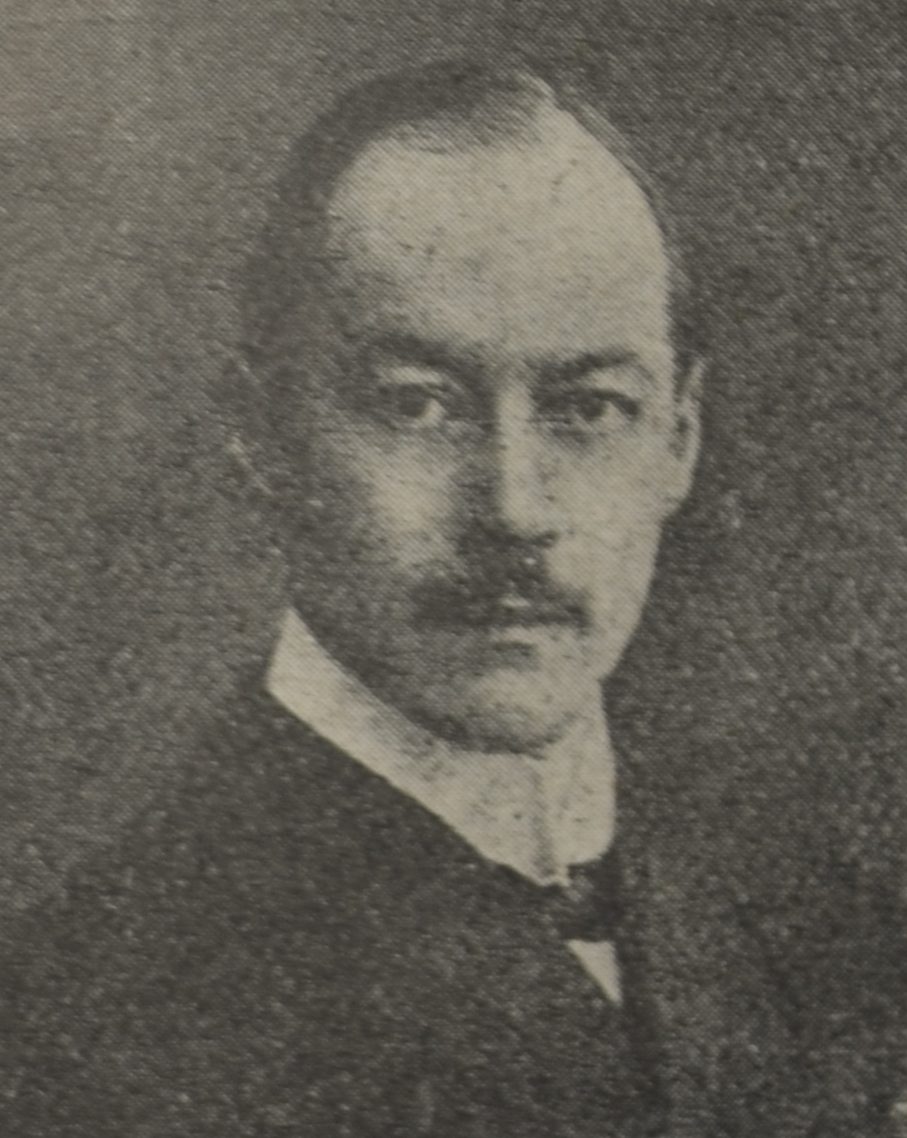
Georg Wolf, 1911

Georg Wolf (* 29. Januar 1871 in Hatten; † 1951) war ein liberaler deutscher Politiker und Journalist.

## Leben
Georg Wolf war evangelischer Pfarrer in Elsass-Lothringen. Er war Chefredakteur der Straßburger Zeitung bzw. ab 1908 der Straßburger Neue Zeitung.
Am 11. Oktober 1903 bildete sich im Reichsland Elsaß-Lothringen die Liberale Landespartei als Zusammenschluss verschiedener liberaler Parteien und Gruppierungen. Georg Wolf, der als Anhänger von Friedrich Naumann eher linksliberale Positionen vertrat, wurde zum 2. Vorsitzenden gewählt. Von den Liberalen als Reichstagskandidat für den Wahlkreis Schlettstadt aufgestellt, konnte er jedoch bei der Reichstagswahl 1903 kein Mandat erringen.
1909 wurde Georg Wolf in den Landesausschuss gewählt.
Für die Liberaldemokraten kandidierte er bei der Landtagswahl 1911 im Wahlkreis Straßburg I für den Landtag des Reichslandes Elsaß-Lothringen. Im ersten Wahlgang erreichte er 1.989 Stimmen oder 45,5 %. In der Nachwahl lag Georg Wolf mit 3.138 Stimmen oder 98,0 % überdeutlich vorne. Damit war Georg Wolf 1911 bis 1918 Mitglied im Landtag.
Ebenfalls als Landtagsabgeordneter wurde bei dieser Wahl sein Bruder, Alfred Wolf gewählt. Der dritte Bruder Paul Wolf wurde 1926 Direktor der Deutschen Reichsbahn.
Am 8. August 1914 druckten die wichtigsten Zeitungen des Elsass (die Straßburger Post, die linksliberale Straßburger Bürgerzeitung, die Straßburger Neuesten Nachrichten und die Straßburger Neue Zeitung) den Artikel von Georg Wolf „Das deutsche Elsass erwacht“. Darin führt er aus, dass es die „heilige Pflicht“ des Elsass, wie aller anderen Teile Deutschlands, sei, im beginnenden Ersten Weltkrieg an der Seite des Reiches zu kämpfen.

„Das Partikularistische, dass wir nicht ganz vergessen können, soll es doch einen Ansporn bilden für unser Volk in den heissen Tagen, die uns bevorstehen, muss jedoch zurücktreten hinter dem Gemeinsamen, das in dem Wörtlein deutsch liegt.“